# 徐用檢
徐用檢（1528年—1611年），字克賢，號魯源，浙江金華府蘭谿縣人，民籍，明朝政治人物。

## 生平
嘉靖三十四年（1555年）乙卯科浙江鄉試第三十三名舉人。嘉靖四十一年（1562年）中式壬戌科會試第一百三十四名，二甲第十七名進士。授刑部陕西司主事，改武选司主事，又调礼部仪制司主事，轉祠祭司、儀制司员外郎，升署郎中，疏请上亲行郊祀，又请太子及期出阁读书。隆慶四年（1570年）三月升山东按察司驿传道副使，五年正月以考察降一级调用，二月降江西布政使司粮储道左参议，萬曆二年（1574年）正月升江西副使，分巡岭北道，三年改陕西督學副使，五年八月升山东右参政，改湖广苏松兵备参政，因讲学犯時禁，因郡丞失重囚一人，降一级調用。尋丁内艰，服阕，十二年九月降补福建福宁道兵备副使，十四年十二月升江西岭北道右参政，因從侄任职江西，回避改山东参政，督漕运，十六年十一月升广东按察使，十九年正月升四川右布政使，十一月补河南左布政使，二十年七月升南京太僕寺卿，二十一年九月官至南京太常寺卿，被河南巡按陳登雲論劾回籍。家居十八年，萬曆三十九年卒，年八十四。門人称为貞學先生。

## 著作
有《魯源文集》，又編有《三儒類要》。

## 家族
曾祖徐芝；祖父菊逸公徐講；父誠山公徐禘。嫡母章氏；生母楊氏。慈侍下。兄用圭、堂兄徐用光（工部郎中）。長子徐學質，己卯舉人，早卒；次學貫、學范。